# Município de Madison (condado de Lake, Ohio)
O município de Madison (em inglês: Madison Township) é um município localizado no condado de Lake no estado estadounidense de Ohio. No ano de 2010 tinha uma população de 18 889 habitantes e uma densidade populacional de 39,51 pessoas por quilómetro quadrado.

## Geografia
O município de Madison encontra-se localizado nas coordenadas 41° 51′ 10″ N, 81° 00′ 14″ O. Segundo o Departamento do Censo dos Estados Unidos, o município tem uma superfície total de 478.03 km², da qual 111.98 km² correspondem a terra firme e (76.58 %) 366.05 km² é água.

## Demografia
Segundo o censo de 2010, tinha 18.889 habitantes residindo no município de Madison. A densidade populacional era de 39,51 hab./km². Dos 18 889 habitantes, o município de Madison estava composto pelo 96.88 % brancos, o 0.58 % eram afroamericanos, o 0.19 % eram amerindios, o 0.47 % eram asiáticos, o 0.02 % eram isleños do Pacífico, o 0.69 % eram de outras raças e o 1.18 % pertenciam a dois ou mais raças. Do total da população o 2.12 % eram hispanos ou latinos de qualquer raça.